# Agoura Hills
Agoura Hills é uma cidade localizada no estado americano da Califórnia, no condado de Los Angeles. Foi incorporada em 1982. Possui pouco mais de 20 mil habitantes, de acordo com o censo nacional de 2020.

## Geografia
De acordo com o Departamento do Censo dos Estados Unidos, a cidade tem uma área de 20,5 km², dos quais 20,2 km² estão cobertos por terra e 0,06 km² (0,3%) por água.

### Localidades na vizinhança
O diagrama seguinte representa as localidades num raio de 16 km ao redor de Agoura Hills.

## Demografia

### Censo 2020
Segundo o censo nacional de 2020, a sua população é de 20 299 habitantes e sua densidade populacional de 1 005,4 hab/km². Houve um decréscimo populacional na última década de -0,2%.
Possui 7 621 residências que resulta em uma densidade de 377,5 residências/km² e um aumento de 0,5% em relação ao censo anterior. Deste total, 2,5% das unidades habitacionais estão desocupadas. A média de ocupação é de 2,7 pessoas por residência.
Existem 7 279 famílias e 3,4% da população não possui cobertura de plano de saúde. A renda familiar média é de 126 956 dólares, a taxa de emprego é de 60,2% e 63,8% dos habitantes possuem diploma de nível superior.